# Beija-flor-de-bico-virado
Colibri-alfaiate-amazónico ou beija-flor-de-bico-virado (Avocettula recurvirostris) é uma espécie de ave da família Trochilidae (beija-flores).
Pode ser encontrada nos seguintes países: Brasil, Equador, Guiana Francesa, Guiana, Suriname e Venezuela.
Os seus habitats naturais são: florestas subtropicais ou tropicais húmidas de baixa altitude.